# چنار کیذقان سبزوار

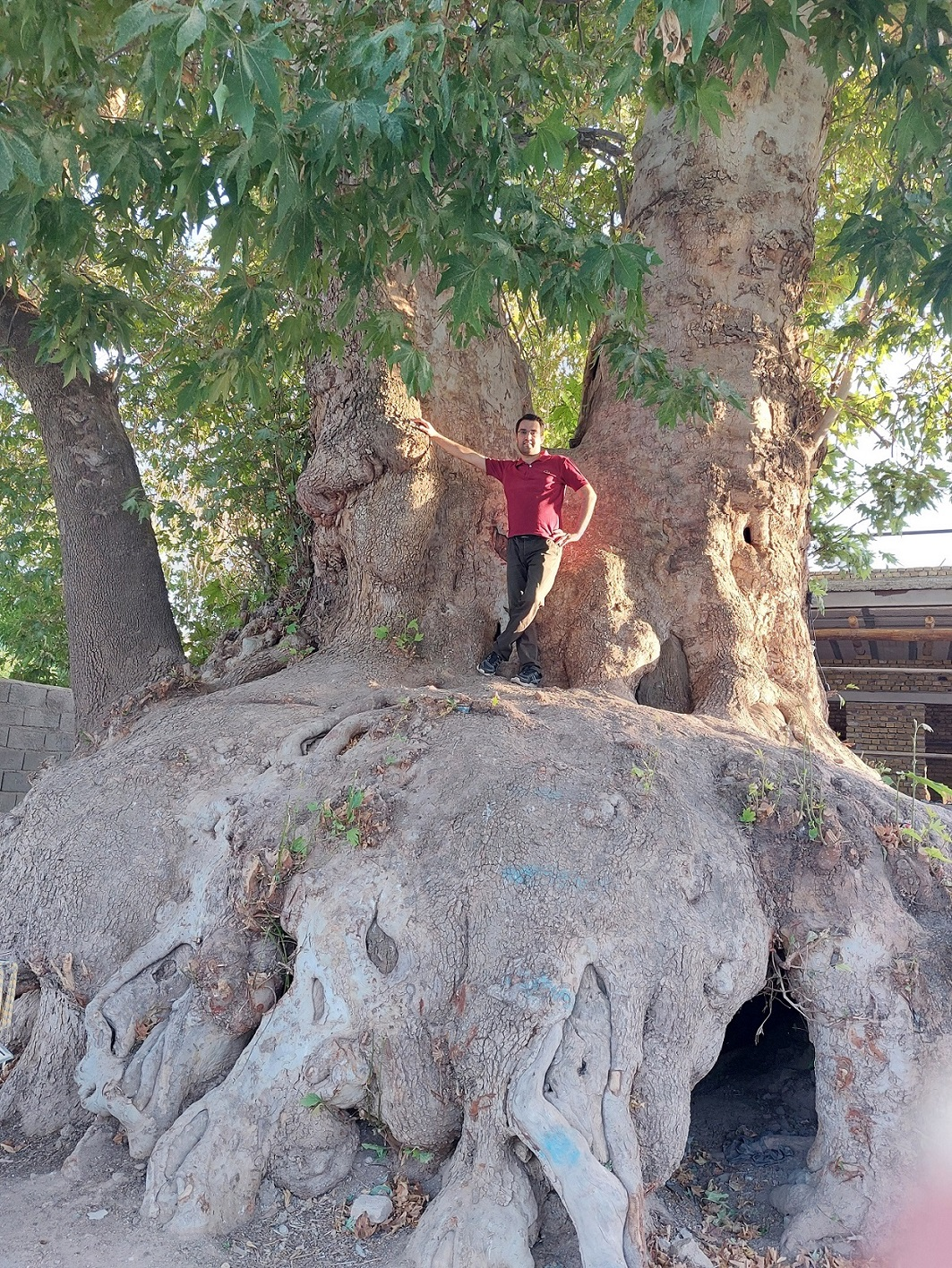
چنار ۲۵۰۰ ساله کیذقان سبزوار- شهریور ۱۴۰۱

چنار کیذقان سبزوار (در گویش سبزواری: چُنارِ کِیذوقون) در ۴۰ کیلومتری جنوب شهر سبزوار و در روستای کیذقان از توابع شهرستان ششتمد واقع شده‌است. چنار کیذقان ۲۵۰۰ سال قدمت دارد و با توجه به روایات کتاب تاریخ بیهق اثر ابوالحسن بیهقی که در قرن ششم هجری قمری نوشته شده قدیمی‌ترین موجود زنده خراسان بزرگ است. قطر چنار کیذقان حدود ۶ متر، ارتفاع آن حدود ۲۰ تا ۲۲ متر و محیط آن، ۲۸ متر می‌باشد. جالب است که با توجه به قطر زیاد این درخت، در سالیان گذشته به‌طور طبیعی داخل این درخت شکافی ایجاد گردیده که از آن به عنوان کفاشی استفاده و به مرور زمان این شکاف ترمیم شده‌است. جالب تر آنکه در حال حاضر در قسمت پایینی درخت فضایی به مساحت ۱۰ متر مربع وجود دارد که از طریق روزنه ای می‌توان وارد آن شد. این چنار  که در مجاورت مسجد جامع کیذقان و ضلع جنوبی استخر عمومی این روستا قرار گرفته طول سایه انداز آن در طلوع و غروب خورشید بیش از ۲۰۰ متر و در ظهر بین ۱۰ تا ۲۰ متر است. این درخت دارای ظاهری پر چوب با پوست سبز مایل به مفرغی و ریشه‌های قوی و عمیق، تنه مستقل، تاجی گسترده و شاخه‌هایی قوی است که در جهات مختلف می‌روید.

## وجه تسمیه
پیشینه اساطیری روستای کیذقان براساس تقسیم‌بندی فردوسی در شاهنامه به دوره کیانیان می‌رسد و 'کی' در زبان پهلوی به معنای پادشاه است. ارنست هرتسفیلد در کتاب باستان‌شناسی ایران بر بنیاد باستان‌شناسی معتقد است دوره کیانیان که در شاهنامه آمده برابر با دوره دیوسیدها در یونان و مصادف با دوره مادها در ایران است. علاوه بر روستای کیذقان در منطقه سبزوار پیشینه روستای کیخسرو و کیذور به دوره کیانیان بازمی‌گردد.

## ثبت ملی
چنار ۲۵۰۰ ساله کیذقان سبزوار با شماره " ۲۱۶ " در فهرست میراث طبیعی ملی ایران ثبت شده‌است. از دلایل ثبت این اثر قدمت و سن بالای آن، باورها و اعتقادات معنوی مردم روستا نسبت به این درخت کهنسال، حفاظت از کالبد درخت توسط مسئولان محلی، نادر بودن به لحاظ گونه و قدمت در این منطقه، سالم و زنده بودن این اثر و عجین شدن این درخت کهنسال با فرهنگ منطقه می‌باشد.